# Aplita
Las aplitas son rocas ígneas de composición simple, como el granito, que están compuestas solamente de feldespato alcalino, mica moscovita y cuarzo. En un significado más preciso, son aquellas rocas ígneas de una peculiar textura fina uniforme (de menos de 2 mm) y de color tenue.
A diferencia de la pegmatita, la cual es similar pero de granulado más áspero, las aplitas se encuentran en pequeños grupos que rara vez contienen partes de otros minerales. Ambas rocas pueden hallarse juntas y se asume que se han formado al mismo tiempo a partir de magmas semejantes.
Dada su escasez no puede existir un paisaje aplítico ni se puede usar en la captación de agua.

## Utilización y comportamiento en la ingeniería civil
Se utiliza de maneras muy similares al granito. Es buena roca para edificación, árido para hormigones, balasto y macadam, pero dura para el machaqueo.
Es buen apoyo en estructuras, con resistencias superiores a las de la piedra berroqueña. El inconveniente es que sus yacimientos no se prestan para su explotación, pues son pequeños y dispersos.
En excavaciones la presencia de filones puede ser conveniente o inconveniente: si su calidad es buena y se encuentran sanos, son, posiblemente, más difíciles de extraer que la roca encajante. Si se encuentran alterados, pueden dar lugar a problemas de inestabilidad. Generalmente las venidas de agua pueden estar ligadas a filones y diques aplíticos.
Si la excavación se realiza totalmente en aplita, el sostenimineto es tan bueno como el granito y únicamente en los contactos con la roca encajante puede ser necesario algún tipo de sostenimiento.....